# チャスカ茶屋町

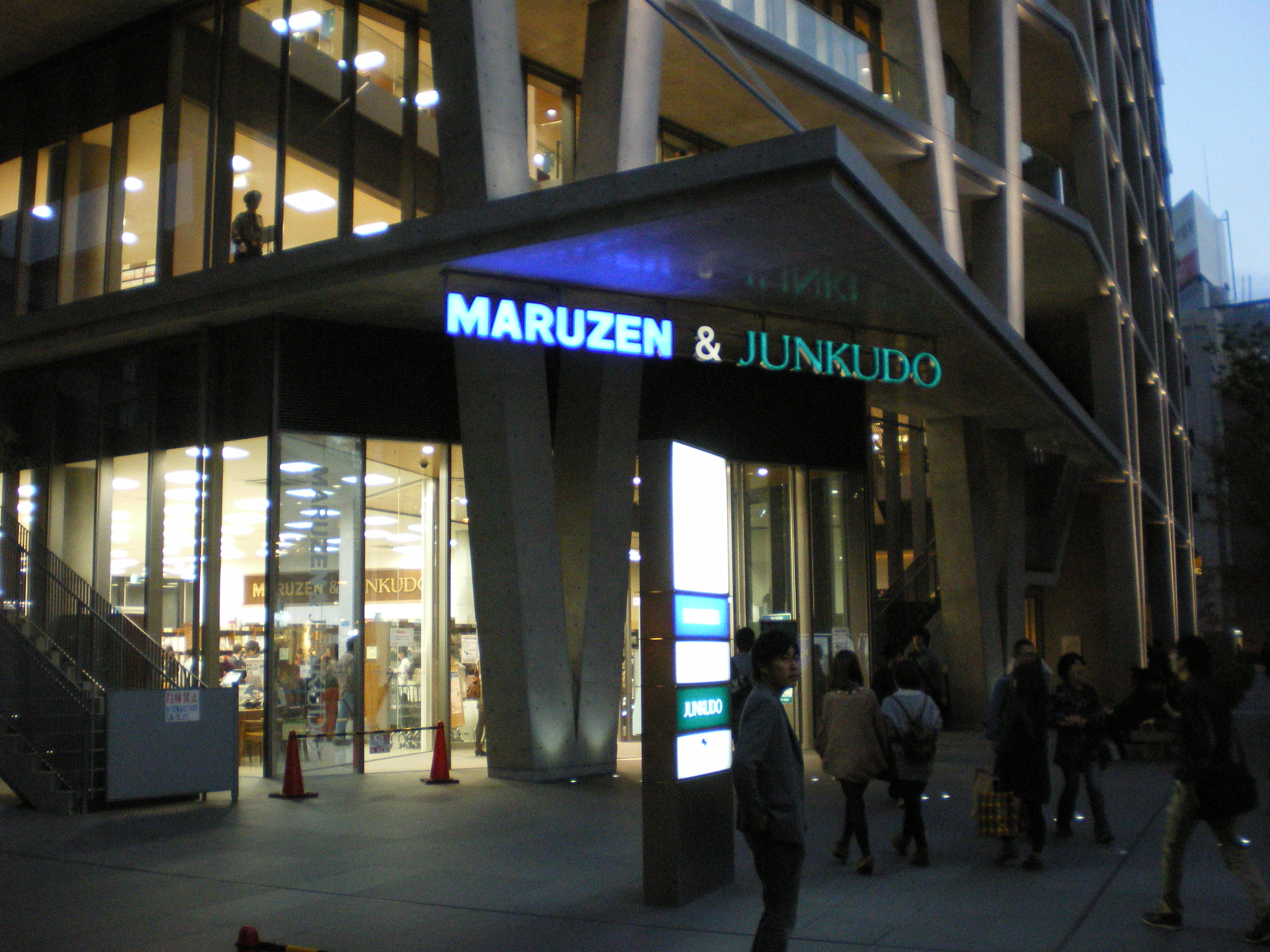
MARUZEN＆ジュンク堂書店 梅田店

チャスカ茶屋町（チャスカちゃやまち）は、大阪府大阪市北区茶屋町にある複合施設である。

## 概要
2010年4月、旧大阪東急ホテル跡にオープンした。地上23階、地下2階建てで、テナントには「MARUZEN＆ジュンク堂書店梅田店」やウェディングホテル「アルモニーアンブラッセ大阪」、ナガサワ文具センター「NAGASAWA 梅田茶屋町店」が入居している。12階から21階には賃貸住宅が28戸ある。外観については安藤忠雄建築研究所の設計であるが、ホテル内装は株式会社ビレッジハウス、賃貸住宅部分については窪田建築都市研究所が設計をした。

## 沿革
- 2010年4月23日 - ウェディングホテルアルモニーアンブラッセ大阪がオープン
- 2010年12月22日 - MARUZEN＆ジュンク堂書店梅田店がオープン
- 2024年3月1日 - 梅田ロフトより駿河屋が移転し梅田茶屋町店としてオープン[1][2]
- 2025年初夏 - 梅田ロフトより島村楽器（梅田ロフト店）が移転し梅田茶屋町店としてオープン（予定）[3]。

## 主な入居テナント
- MARUZEN＆ジュンク堂書店（梅田店） - 地下1階から地上4階まで入居しており、売り場面積は6800m2と日本最大である[要出典]。店内には200万冊を超える本・書籍が置かれている。
- ナガサワ文具センター「NAGASAWA 梅田茶屋町店」2階
- 駿河屋（梅田茶屋町店）5 - 6階
- 島村楽器（梅田茶屋町店）7階（2025年初夏オープン予定）
- ウエディングホテル「アルモニーアンブラッセ大阪」 8階、10 - 23階（全38室）